# 2022年环法自行车赛
2022年环法自行车赛是第109届环法自行车赛。2022年7月1日从丹麦哥本哈根出发，7月24日在法国巴黎香榭丽舍大街结束。丹麦选手喬納斯·溫格高获得了个人的首个总冠军。塔德伊·波加薩爾和杰兰特·托马斯分别获得第二、第三名。

## 准备
环法自行车赛原计划2021年在丹麦出发。但是由于Covid-19导致2020年歐洲足球錦標賽推迟到了2021年，丹麦哥本哈根提出希望先专注足球比赛，将环法出发赛段延后到2022年。
2022年环法自行车赛的赛程于2021年10月14日公布，全长3350.1公里，分为六个平地赛段、七个丘陵赛段、六个山地赛段和两个个人计时赛赛段，共计21个赛段。除法国外，还将经过丹麦、比利时和瑞士。比赛路线将经过孚日山脉、汝拉山、阿尔卑斯山、法國中央高原和比利牛斯山。
比赛受到2022年歐洲熱浪影响。近年来，环法自行车赛道路线上的平均温度已从29.6°C（1999-2001年）上升到40.1°C（2019-2021年）。

## 参赛者
一共有22支车队参赛，每支车队由8名车手组成。在176名首发车手中，有40人是首次参加环法比赛。参赛者来自27个不同的国家，其中五个国家有10名或以上的车手参加比赛，分别为：法国（32）、比利时（18）、意大利（14）、丹麦和荷兰（10）。参加比赛的车手平均年龄为29.73岁。
在各车队的首发名单中，共有5位三大自行车环赛冠军，分别为：克里斯·弗鲁姆（2011年环西、2013年环法、2015年环法、2016年环法、2017年环法、2017年环西和2018年环意）；普里莫日·羅格里奇 (2019年环西、2020年环西和2021年环西)；奈洛·金塔纳 (2014年环意和2016年环西)；塔德伊·波加薩爾 (2020年环法和2021年环法）；杰兰特·托马斯 (2018年环法）。

## 最终成绩
| 排名 | 车手                          | 车队           | 用时           |
| ---- | ----------------------------- | -------------- | -------------- |
| 1    | 喬納斯·溫格高（丹麦）         | 珍宝-维斯玛    | 79小时 33' 20" |
| 2    | 塔德伊·波加薩爾（斯洛文尼亚） | 阿聯酋航空     | + 2' 43"       |
| 3    | 杰兰特·托马斯（英国）         | 英力士         | + 7' 22"       |
| 4    | David Gaudu（法國）           | Groupama–FDJ   | + 13' 39"      |
| 5    | Aleksandr Vlasov              | Bora–Hansgrohe | + 15' 46"      |
| DSQ  | 奈洛·金塔纳（哥伦比亚）       | Arkéa–Samsic   | + 16' 33"      |
| 6    | 罗曼·巴尔代（法國）           | 帝斯曼         | + 18' 11"      |
| 7    | Louis Meintjes（南非）        | IWG            | + 18' 44"      |
| 8    | 阿列克谢·卢岑科（哈萨克斯坦） | 阿斯塔纳       | + 22' 56"      |
| 9    | 亚当·耶茨（英国）             | 英力士         | + 24' 52"      |
| 10   | 瓦朗坦·马杜阿（法國）         | Groupama–FDJ   | + 35' 49"      |

## 赛段和路线
| 赛段 | 日期    | 路线                            | 距离     | 类型     | 类型         | 赛段冠军                      | 总成绩第一                    |
| ---- | ------- | ------------------------------- | -------- | -------- | ------------ | ----------------------------- | ----------------------------- |
| 1    | 7月1日  | 哥本哈根 (丹麦)                 | 13.2km   |          | 个人计时赛   | 伊夫·兰帕特（比利时）         | 伊夫·兰帕特（比利时）         |
| 2    | 7月2日  | 罗斯基勒-尼堡 (丹麦)            | 202.5km  |          | 平地赛段     | 法比奥·雅各布森（荷兰）       | 沃特·范·阿爾特（比利时）      |
| 3    | 7月3日  | 瓦埃勒-森訥堡 (丹麦)            | 182km    |          | 平地赛段     | 迪伦·格罗内维根（荷兰）       | 沃特·范·阿爾特（比利时）      |
|      | 7月4日  | 森訥堡 (丹麦)-敦刻尔克          | 转移     | 转移     | 转移         | 转移                          |                               |
| 4    | 7月5日  | 敦刻尔克-加来                   | 171.5km  |          | 丘陵赛段     | 沃特·范·阿爾特（比利时）      | 沃特·范·阿爾特（比利时）      |
| 5    | 7月6日  | 里尔-阿伦贝格                   | 157km    |          | 丘陵赛段     | 西蒙·克拉克（澳大利亚）       | 沃特·范·阿爾特（比利时）      |
| 6    | 7月7日  | 班什 (比利时)-隆维              | 220km    |          | 丘陵赛段     | 塔德伊·波加薩爾（斯洛文尼亚） | 塔德伊·波加薩爾（斯洛文尼亚） |
| 7    | 7月8日  | 通布莱讷-美少女高地             | 176.5km  |          | 山地赛段     | 塔德伊·波加薩爾（斯洛文尼亚） | 塔德伊·波加薩爾（斯洛文尼亚） |
| 8    | 7月9日  | 多勒-洛桑 (瑞士)                | 186.5km  |          | 中等山地赛段 | 沃特·范·阿爾特（比利时）      | 塔德伊·波加薩爾（斯洛文尼亚） |
| 9    | 7月10日 | 艾格勒 (瑞士)-沙泰尔            | 193km    |          | 山地赛段     | 鲍勃·荣格斯（卢森堡）         | 塔德伊·波加薩爾（斯洛文尼亚） |
|      | 7月11日 | 莫尔济讷                        | 休息日   | 休息日   | 休息日       | 休息日                        |                               |
| 10   | 7月12日 | 莫尔济讷-默热沃                 | 148.5km  |          | 中等山地赛段 | 马格努斯·科尔特（丹麦）       | 塔德伊·波加薩爾（斯洛文尼亚） |
| 11   | 7月13日 | 阿尔贝维尔-格拉农山口           | 152km    |          | 山地赛段     | 喬納斯·溫格高（丹麦）         | 喬納斯·溫格高（丹麦）         |
| 12   | 7月14日 | 布里扬松-阿尔普迪埃兹           | 165.5km  |          | 山地赛段     | 汤姆·皮德科克（英国）         | 喬納斯·溫格高（丹麦）         |
| 13   | 7月15日 | 瓦桑堡-圣艾蒂安                 | 193km    |          | 平地赛段     | 马德斯·佩德森（丹麦）         | 喬納斯·溫格高（丹麦）         |
| 14   | 7月16日 | 圣艾蒂安-芒德                   | 192.5km  |          | 中等山地赛段 | 迈克尔·马修斯（澳大利亚）     | 喬納斯·溫格高（丹麦）         |
| 15   | 7月17日 | 罗德兹-卡尔卡松                 | 202.5km  |          | 平地赛段     | 贾斯珀·菲利普森（比利时）     | 喬納斯·溫格高（丹麦）         |
|      | 7月18日 | 卡尔卡松                        | 休息日   | 休息日   | 休息日       | 休息日                        |                               |
| 16   | 7月19日 | 卡尔卡松-富瓦                   | 178.5km  |          | 中等山地赛段 | 雨果·豪尔（加拿大）           | 喬納斯·溫格高（丹麦）         |
| 17   | 7月20日 | 圣戈当-佩拉古德                 | 130km    |          | 山地赛段     | 塔德伊·波加薩爾（斯洛文尼亚） | 喬納斯·溫格高（丹麦）         |
| 18   | 7月21日 | 盧爾德-豪塔康                   | 143.5km  |          | 山地赛段     | 喬納斯·溫格高（丹麦）         | 喬納斯·溫格高（丹麦）         |
| 19   | 7月22日 | 卡斯泰尔诺马尼奥阿克-卡奥尔     | 188.5km  |          | 平地赛段     | 克里斯托夫·拉波特（法國）     | 喬納斯·溫格高（丹麦）         |
| 20   | 7月23日 | 拉卡佩勒马里瓦勒-罗卡马杜尔     | 40.7km   |          | 个人计时赛   | 沃特·范·阿爾特（比利时）      | 喬納斯·溫格高（丹麦）         |
| 21   | 7月24日 | 巴黎拉德芳斯体育馆-香榭丽舍大街 | 116km    |          | 平地赛段     | 贾斯珀·菲利普森（比利时）     | 喬納斯·溫格高（丹麦）         |
| 合计 | 合计    | 合计                            | 3349.8km | 3349.8km | 3349.8km     | 3349.8km                      | 3349.8km                      |